# Unione Sportiva Caratese 1937-1938
Questa voce raccoglie le informazioni riguardanti l'Unione Sportiva Caratese nelle competizioni ufficiali della stagione 1937-1938.

## Rosa
| N. |                   | Ruolo | Calciatore            |
| -- | ----------------- | ----- | --------------------- |
|    | Italia (bandiera) | D     | Giuseppe Cesana       |
|    | Italia (bandiera) |       | Vittorio Cesana       |
|    | Italia (bandiera) |       | Natale Colombo        |
|    | Italia (bandiera) |       | Luigi De Nova         |
|    | Italia (bandiera) |       | Livio Farina          |
|    | Italia (bandiera) | D     | Angelo Fumagalli (II) |
|    | Italia (bandiera) |       | Mario Fumagalli       |
|    | Italia (bandiera) | D     | Pierino Fumagalli (I) |
|    | Italia (bandiera) | C     | Luigi Galetti         |

| N. |                   | Ruolo | Calciatore         |
| -- | ----------------- | ----- | ------------------ |
|    | Italia (bandiera) |       | Attilio Longoni    |
|    | Italia (bandiera) |       | Mario Longoni      |
|    | Italia (bandiera) |       | Arturo Nobili      |
|    | Italia (bandiera) | A     | Riccardo Pulici    |
|    | Italia (bandiera) |       | Franco Tornaghi    |
|    | Italia (bandiera) |       | Ambrogio Tremolada |
|    | Italia (bandiera) |       | Ettore Valtorta    |
|    | Italia (bandiera) | A     | Carlo Vergani      |